# Gertrude Barrows Bennett
Gertrude Barrows Bennett (Minneapolis, 18 de setembro de 1884 – Califórnia, 2 de fevereiro de 1948) foi a primeira escritora notável nos gêneros de fantasia e ficção científica nos Estados Unidos, publicando suas histórias sob o pseudônimo de Francis Stevens. Entre 1917 e 1923, ela escreveu algumas histórias de fantasia que foram bem recebidas pela crítica e tem sido referida como "a mulher que inventou o gênero fantasia gótica".
Entre seus livros mais famosos está Claimed, que H. P. Lovecraft classificou de "um dos romances de fantasia e ficção mais estranhos e fascinantes que alguém poderia ler", e The Citadel of Fear ("A cidadela do medo"). Bennett também escreveu um romance distópico, The Heads of Cerberus ("As cabeças de Cérbero"), em 1919.

## Vida
Gertrude Mabel Barrows nasceu em Minneapolis em 1883. Completou seus estudos até a oitava série, e então passou a frequentar uma escola noturna, na esperança de tornar-se ilustradora (um objetivo que nunca alcançou). Em vez disso, começou a trabalhar como estenógrafa, um emprego que manteve de maneira intermitente ao longo de sua vida.
Em 1909, casou-se com Stewart Bennett, um jornalista e explorador britânico, e mudou-se para a Filadélfia. Um ano depois seu marido morreu em uma expedição. Com uma filha recém-nascida para criar, Bennett continuou trabalhando como estenógrafa. Quando seu pai morreu (próximo ao fim da Primeira Guerra Mundial), Bennett assumiu a responsabilidade de cuidar de sua mãe inválida.
Foi durante este período que Bennett começou a escrever vários contos e romances, interrompendo sua produção apenas com a morte da mãe, em 1920. Em meados da década de 20, mudou-se para a Califórnia. Porque Bennett havia se distanciado de sua filha, por um bom tempo pesquisadores acreditaram que ela havia morrido em 1939 (a data de sua última carta para a filha). Contudo, recentemente foi descoberta sua certidão de óbito, que mostra que ela morreu em 1948.

## Carreira
Bennett escreveu seu primeiro conto aos 17 anos, uma história de ficção científica intitulada The Curious Experience of Thomas Dunbar ("A Curiosa Experiência de Thomas Dunbar"). Ela a enviou então para a revista Argosy que, na época, era uma das mais populares revistas do gênero. O conto foi aceito e publicado na edição de março de 1904.
Quando Bennett começou a cuidar de sua mãe, decidiu voltar a escrever histórias de ficção como um meio de sustentar a família.
A primeira história que ela completou após seu retorno à literatura foi a novela The Nightmare ("O Pesadelo"), que apareceu na revista All-Story Weekly em 1917. A história se passa em uma ilha separada do resto do mundo, na qual a evolução tomou um curso diferente. "The Nightmare" assemelha-se a uma obra de Edgar Rice Burroughs, A terra que o tempo esqueceu, publicada um ano depois.
Apesar de Bennett ter submetido "The Nightmare" sob seu próprio nome, pediu à revista que fosse usado um pseudônimo caso fosse publicada. O editor da revista preferiu não utilizar o pseudônimo que Bennett havia sugerido (Jean Vail) e, no seu lugar, creditou a obra como sendo de autoria de Francis Stevens. Quando os leitores responderam favoravelmente à história, Bennett resolveu continuar escrevendo sob esse pseudônimo.
Depois disso, durante alguns poucos anos Bennett escreveu vários contos e novelas. Dentre estes pode-se citar, por exemplo, seu conto Friend Island ("A ilha amiga"), publicado pela All-Story Weekly em 1918, com sua história situada num século XXII dominado por mulheres. Outra obra digna de nota é a novela "Serapion" (Argosy, 1920), sobre um homem possuído por uma criatura sobrenatural. Esta história foi publicada em um livro eletrônico e reintitulada Possessed: A Tale of the Demon Serapion ("Possuído: um conto do demônio Serapion"), junto com três outras histórias escritas pela autora. Muitos de seus contos foram reunidos no livro The Nightmare and Other Tales of Dark Fantasy (University of Nebraska Press, 2004).
Em 1918 ela publicou seu primeiro e talvez melhor romance, The Citadel of Fear ("A cidadela do medo"), pela Argosy em 1918. Esta história sobre um mundo perdido se passa em uma antiga cidade asteca, que é "redescoberta" durante a Primeira Guerra Mundial. O romance foi elogiado por H. P. Lovecraft em uma carta ao editor da revista  Argosy, onde a história foi originalmente publicada em capítulos. Foi na introdução deste romance reimpresso em 1952 que foi revelado pela primeira vez que "Francis Stevens" era o pseudônimo de Bennett.
Um ano depois ela publicou seu único romance de ficção científica, The Heads of Cerberus ("As cabeças de Cérbero", Thrill Book, 1919). Considerado um dos primeiros romances distópicos, o livro apresenta um "pó cinza de um frasco de prata" que transporta qualquer um que o inale para uma Filadélfia totalitária no ano 2118.
Um dos romances mais famosos de Bennett foi Claimed (Argosy, 1920; republicado em 1966 e 2004), no qual um artefato sobrenatural invoca e traz um antigo e poderoso deus para a Nova Jersey do século XX.

## Influência
Bennett tem sido creditada como sendo a pessoa que tem "a maior possibilidade de ter criado o gênero de "fantasia gótica"." Como tal, suas obras influenciaram tanto H. P. Lovecraft como A. Merritt, cujos escritos "emularam o estilo e temas primordiais de Bennett." Quanto a Merritt, por algumas décadas críticos e leitores acreditaram que "Francis Stevens" era um pseudônimo utilizado por ele. Este rumor só se encerrou em 1952, quando Citadel of Fear foi republicada. Nesta reedição havia uma introdução biográfica de Bennett, escrita por Lloyd Arthur Eshbach.
O crítico Sam Moskowitz disse que ela foi "maior escritora de ficção científica no período entre Mary Wollstonecraft Shelley e C. L. Moore."
Porque Bennett foi a primeira mulher americana a ter sua obra de fantasia e ficção científica amplamente publicada, recentemente ela tem sido reconhecida como uma autora pioneira nestes dois gêneros.

## Obras

### Romances
- The Citadel of Fear (1918) - reimpresso em Famous Fantastic Mysteries, em fevereiro de 1942, e como livro de bolso em 1970,[NY: Paperback Library] e 1984[NY: Carroll & Graf].
- The Labyrinth - serializado em All-Story Weekly, em 27 de julho, 3 e 10 de agosto de 1918; mais tarde republicado como romance em formato de livro de bolso.
- The Heads of Cerberus - publicado originalmente pela Thrill Book em 15 de agosto de 1919; republicada como livro de bolso em 1952 pela Polaris Press (subsidiária da editora Fantasy Press, Inc.) e em 1984.
- Claimed - 1920; republicado em 1985, 1996 e 2004. 192 páginas. Nos formatos livro de bolso e edição de capa dura pela Sense of Wonder Press e por James A. Rock & Co., Publishers.
- Sunfire - 1923; original publicado em duas partes na revista Weird Tales, entre julho e agosto de 1923, e novamente na Weird Tales, em setembro de 1923. Também foi republicada como livro de bolso em 1996 pela Apex International)

### Coletâneas
- Possessed: A Tale of the Demon Serapion (2002) - contém a novela "Serapion", reintitulada, e os contos Behind the Curtain ("Atrás da cortina"), Elf-Trap ("Armadilha para elfos") e Unseen-Unfeared ("O que não se vê não se teme").
- Nightmare: And Other Tales of Dark Fantasy (2004) - contém The Nightmare ("O Pesadelo"), The Labyrinth ("O Labirinto"), Friend Island, Behind the Curtain, Unseen-Unfeared, The Elf-Trap, Serapion e Sunfire.

### Contos
- "The Nightmare," (All-Story Weekly, em 14 de abril de 1917)[10]
- "Friend Island" (All-Story Weekly, em 7 de setembro de 1918; republicado em Under the Moons of Mars, editado por Sam Moskowitz, 1970)
- "Behind the Curtain" (All-Story Weekly, em 21 de setembro de 1918, republicado em Famous Fantastic Mysteries, em janeiro de 1940)
- "Unseen-Unfeared" (People's Favorite Magazine em 10 de fevereiro de 1919; republicado em Horrors Unknown, editado por Sam Moskowitz, 1971)
- "The Elf-Trap" (Argosy, 5 de julho de 1919)
- "Serapion" (publicado em capítulos pela Argosy Weekly nos dias 19 de junho, 26 de junho e 3 de julho de 1920; republicado em Famous Fantastic Mysteries em julho de 1942)